# Insula Pemba
Pemba (în arabă Al Jazeera Al Khadra, în traducere insula verde) este o insulă situată în partea de nord a arhipelagului Zanzibar din Oceanul Indian. Are o suprafață de 980 km 2. Cea mai mare așezare de pe insulă este orașul Wete, iar din punct de vedere administrativ insula aparține statului Tanzania.